# Valencia zászlaja

Valencia zászlaja a spanyolországi Valencia egyik jelképe.

## Története
Az évszázadok során több változáson ment keresztül. Jelenlegi formájában 1982. július 1. óta használatos. 

## Leírása
Hossza kétszerese a szélességének.